# Premi Batty Weber
El Premi Batty Weber és premi literari nacional de Luxemburg. S'atorga cada tres anys des de 1987 a un escriptor luxemburguès per tota la seva carrera literària. Porta el nom de l'escriptor Batty Weber, que va influir considerablement a la vida cultural de Luxemburg.

## Premiats
- 1987: Edmond Dune
- 1990: Roger Manderscheid
- 1993: Léopold Hoffmann
- 1996: Anise Koltz
- 1999: Nic Weber
- 2002: Pol Greisch
- 2005: Guy Rewenig
- 2008: Nico Helminger
- 2011: Jean Portante
- 2014: Lambert Schlechter[2]